# Antirrhinum meonanthum
Antirrhinum meonanthum ist eine Pflanzenart aus der Gattung der Löwenmäuler (Antirrhinum) in der Familie der Wegerichgewächse (Plantaginaceae).

## Beschreibung
Antirrhinum meonanthum ist eine ausdauernde, krautige Pflanze, deren aufrecht wachsende und spärlich verzweigte Stängel Wuchshöhen von 120 cm erreichen. Die Pflanze ist zumindest im Blütenstand, gelegentlich komplett drüsig behaart. Die unten gegenständig und oben wechselständig stehenden Laubblätter sind 25 bis 70 mm lang und 8 bis 30 mm breit, lanzettlich bis eiförmig, spitz oder stachelspitzig und kahl oder drüsig-flaumig behaart. 
Die Blütenstände sind  20 bis 35 cm lange Trauben aus 30 bis 60 (gelegentlich bis 100) Blüten. Die Tragblätter sind meist 5 bis 10 mm lang, linealisch-lanzettlich, wobei jedoch die untersten allmählich den Laubblättern ähnlich werden. Die Blütenstiele sind 1 bis 4 mm lang. Die Kelchzipfel sind 5 bis 8 mm lang, eiförmig-lanzettlich und spitz. Die Krone ist 18 bis 25 mm lang und blass gelb gefärbt.
Die Früchte sind längliche, drüsig behaarte Kapseln mit einer Länge von 7 bis 10 mm.
Die Chromosomenzahl beträgt 2n = 16.

## Vorkommen
Die Art ist im Mittel-Spanien, Nordwest-Spanien und Nord-Portugal verbreitet.